# Davorin Jenko
Davorin Jenko, właśc. Martin Jenko (srb. cyryl. Даворин Јенко; ur. 9 listopada 1835 w Dvorju, zm. 25 listopada 1914 w Lublanie) – słoweński i serbski kompozytor i dyrygent. Autor muzyki do hymnu Serbii oraz hymnu Słowenii, będącej częścią składową Królestwa Serbów, Chorwatów i Słoweńców. Oba utwory zostały wkomponowane do hymnu Królestwa SHS.

## Biografia
Urodził się w 1835 roku w Dvorju (leżącym wówczas na terenie Austrii) w rodzinie rolnika i winiarza Andreja oraz gospodyni Mariji, jako Martin Jenko. Zapisano go do szkoły w Cerklju na Gorenjskem, jednak szybko przeniósł się do Kranja, w którym zaczął się bardziej interesować muzyką. Następnie uczył się w gimnazjum w Lublanie, by ukończyć je w Trieście. Za namową rodziców wyjechał w 1859 roku do Wiednia na studia prawnicze. W trakcie pobytu w Wiedniu założył Slovensko pjevačko društvo, czyli słoweńskie towarzystwo śpiewacze, które było w znacznej części finansowane przez pisarza i polityka Valentina Zarnika.
W 1862 roku wyjechał do Pančeva w południowej Wojwodinie, gdzie pracował jako dyrygent w lokalnym kościele należącym do Serbskiego Kościoła Prawosławnego. Później przeniósł się do Belgradu, gdzie podjął pracę kompozytora w tamtejszym Teatrze Narodowym. Jenko został wymieniony przez króla Serbii Milana I jako jeden z czterech pierwszych członków Akademii Sztuki, działającej przy Serbskiej Akademii Nauk i Sztuk.
Na przełomie wieków Jenko pracował w Belgradzie, po czym przeszedł na emeryturę w roku 1898 lub 1903 i przeniósł się do Lublany w 1910. Zmarł tamże w 1914 roku. Pochowany w Bežigradzie (dzielnicy Lublany) na cmentarzu Žale.
Był wyróżniony III i IV klasą Orderu św. Sawy oraz łańcuchem księcia Miłosza.

## Twórczość
Jenko był muzycznym samoukiem. Jego dorobek muzyczny obejmuje około 260 pozycji, zarówno w języku słoweńskim, jak i serbskim. Przypisuje mu się autorstwo pierwszej serbskiej operetki pt. Vračara (1882). 
Jest autorem muzyki do dzieła pt. Bože pravde, które od 2006 roku jest hymnem Serbii (hymnem Serbii było również za czasów królestwa Serbii). Jenko skomponował muzykę do słów wiersza autorstwa Jovana Đorđevicia, zaś dzieło zostało zamówione z okazji 18. urodzin księcia serbskiego Milana I i stanowiło epilog sztuki teatralnej pt. Markova sablja. Sztukę tę wystawiono w Teatrze Narodowym w Belgradzie w 1872 roku.
Jenko jest również autorem muzyki do utworu Naprej zastava slave, będącego hymnem Słowenii jako części składowej Królestwa SHS. Skomponował go w karczmie Zum Hirschen na wiedeńskim Praterze w dniu 16 maja 1860. Muzykę stworzył do wiersza swojego znajomego Simona Jenko (zbieżność nazwisk przypadkowa). 
Utwory Bože pravde i Naprej zastava slave były częściami składowymi hymnu Królestwa SHS, trzecim był Lijepa naša domovino, obecny (2017) hymn Chorwacji.
W Cerklju na Gorenjskem znajduje się pomnik Jenki.